# Equipos ciclistas españoles en 2014
Equipos ciclistas españoles en 2014, se refiere a la relación de equipos ciclistas profesionales españoles de la modalidad de ciclismo en ruta en la temporada 2014.
Respecto a la temporada anterior desapareció el equipo Euskaltel Euskadi. Además, el Burgos BH-Castilla y León pasó a denominarse Burgos-BH.

## Equipos

### Equipos UCI ProTeam
- Movistar Team

### Equipos Profesionales Continentales
- Caja Rural-Seguros RGA

### Equipos Continentales
- Burgos-BH
- Euskadi

## Clasificaciones UCI

### UCI WorldTour
| Posición | Equipo        |
| 1.º      | Movistar Team |

### Circuitos Continentales UCI

#### UCI Africa Tour
| Posición | Equipo                 |
| 8.º      | Caja Rural-Seguros RGA |

#### UCI America Tour
| Posición | Equipo    |
| 36.º     | Burgos-BH |

#### UCI Asia Tour
| Posición | Equipo    |
| 26.º     | Burgos-BH |
| 49.º     | Euskadi   |

#### UCI Europe Tour
| Posición | Equipo                 |
| 11.º     | Caja Rural-Seguros RGA |
| 37.º     | Euskadi                |
| 42.º     | Burgos-BH              |